# Neurulation

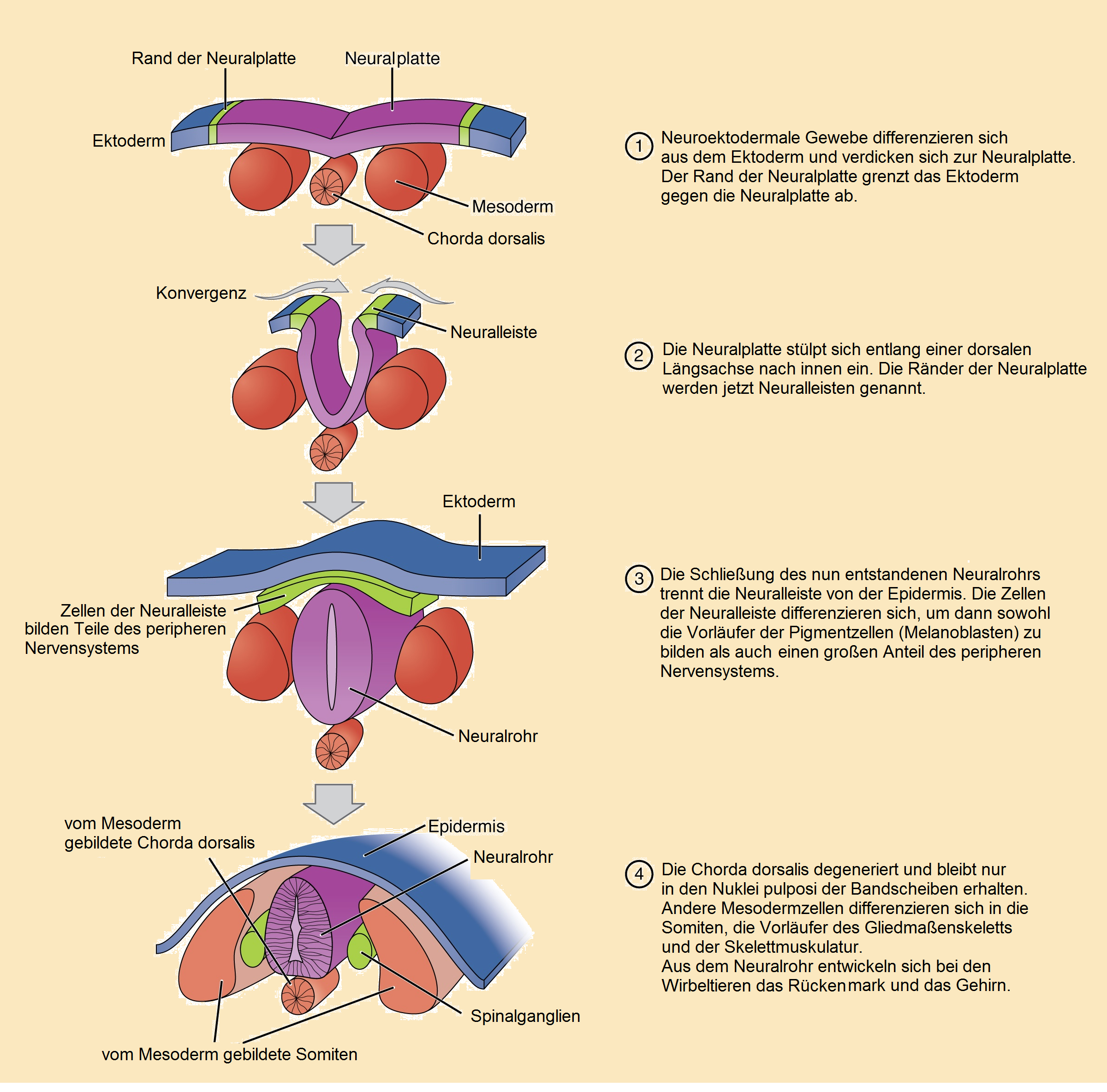
Schema der Einsenkung und Abfaltung des Neuroektoderms – ausgehend von der Neuralplatte (oben)
über Neuralrinne und Neuralfalten
zu Neuralrohr und Neuralleisten (unten)

Als Neurulation bezeichnet man die Bildung eines Neuralrohrs bei Chordatieren und damit auch beim Menschen. Das Neuralrohr ist die embryonale Anlage des späteren Zentralnervensystems und geht primär durch Einsenkung und Abfaltung des Neuroektoderms aus dem Ektoderm hervor.

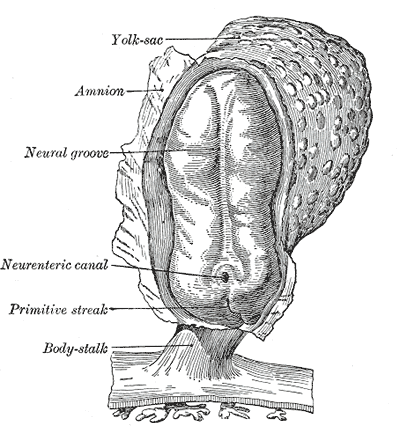
Neuralrinne mit seitlichen Neuralwülsten beim menschlichen, etwa 20 Tage alten und 2 mm langen Embryo in Dorsalansicht.
Der Amnionsack ist eröffnet.
(Erläuterung der Beschriftung:
Yolk sac= Dottersack, Amnion= innere Eihaut, Neural groove= Neuralrinne, Primitive streak= Primitivstreifen, Neurenteric canal= Neuralrinne und Dottersack verbindender Canalis neurentericus, Body stalk= Haftstiel).

Die Neurulation beginnt im Anschluss an die Gastrulation mit der Ausbildung der Neuralplatte, die beim menschlichen Embryo am 19. Entwicklungstag als Verdickung des Ektoderms erkennbar wird, da dessen Zellen hier an Höhe zunehmen. Hervorgerufen werden diese und weitere Änderungen durch den Einfluss besonderer Signalstoffe von Zellen des darunter gelegenen axialen Mesoderms, der Chorda dorsalis, auch Notochord genannt.
Bei Amphibien geht dem die Induktion des Spemann-Organisators durch das die Dorsalseite (Rückenseite) festlegende Nieuwkoop-Zentrum voraus.

## Primäre Neurulation

### Phasenverlauf
Der Ablauf der primären Neurulation lässt sich in mehrere Phasen gliedern: 
- Den Beginn der Neurulation erkennt man daran, dass sich auf der Oberfläche des äußeren Keimblatts die Neuralplatte abgrenzt. Hierbei verdickt sich im rostralen, vor dem Urmund (bzw. Canalis neurentericus) und dem Primitivstreifen gelegenen Bereich das Ektoderm etwa sohlenförmig.
- Die Ränder der Neuralplatte wölben sich als Neuralwülste auf und fassen mitten zwischen sich eine längliche Vertiefung, die Neuralrinne. Die Zellen der Mittellinie sind an das darunter liegende Notochord geheftet und bilden so die Tiefpunkte der Rinne.
- Die Neuralwülste formen sich um zu Neuralfalten, die sich bald in der Mitte vereinigen und so die Neuralrinne schließen, die damit zum Neuralrohr wird. Die Vereinigung der Neuralfalten wird über ähnliche (N-)Cadherin-Moleküle in den Zellmembranen möglich.
- Anschließend faltet sich das Neuroektoderm vom übrigen Ektoderm ab, das als Oberflächenektoderm darüber zusammenwächst, und wird somit ins Innere des Embryos verlagert. Bei dieser Abfaltung werden aus Zellen des vormaligen Neuralplattenrandes zu beiden Seiten des Neuralrohrs die Neuralleisten gebildet.

Das Neuralrohr als Anlage des zentralen Nervensystems wird in der menschlichen Embryonalentwicklung etwa ab dem 25. Tag abgefaltet, von der Mitte her beginnend. Seine vordere Öffnung (Neuroporus anterior) schließt sich (mit der Lamina terminalis) etwa anderthalb Tage vor der hinteren (etwa 30. Tag). Unter dieser Voraussetzung entwickelt sich im Weiteren aus dem vorderen Neuralrohrabschnitt das Gehirn, aus dem hintenzu anschließenden wird das Rückenmark. Der frühere Hohlraum des Neuralrohrs findet sich später mit Liquor cerebrospinalis gefüllt wieder als Zentralkanal des Rückenmarks bzw. in den zum Ventrikelsystem erweiterten inneren Liquorräumen des Gehirns. Eine der ersten Aufweitungen entsteht hier, wenn sich die frühe Augenanlage als Augenbläschen ausbildet.

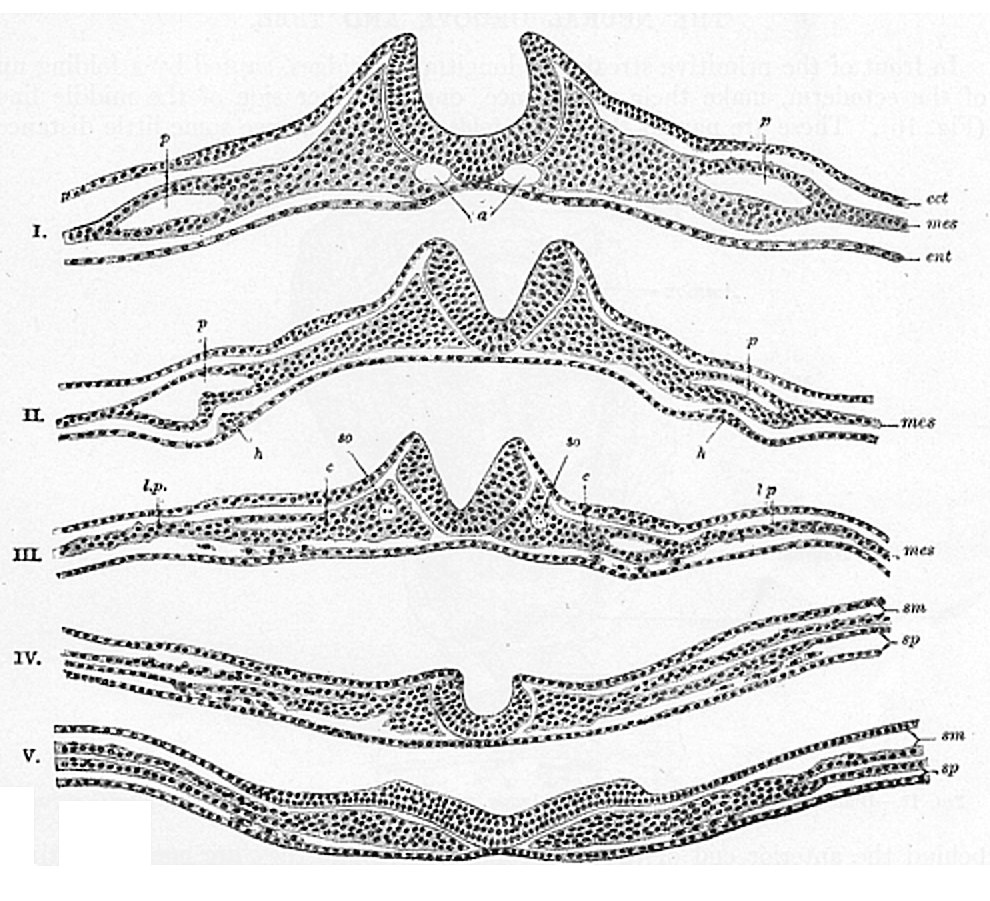
Zeichnung von Querschnitten der embryonalen Keimscheibe, hier von unten nach oben in zeitlicher Abfolge.

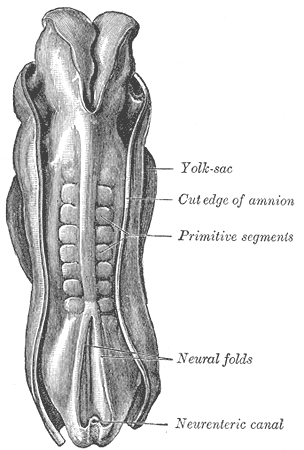
Ende der 4. menschlichen Entwicklungswoche wird die Neuralrinne mit den Neuralfalten von der Mitte her zum Neuralrohr abgefaltet.

### Induktionssignale
Induziert wird die Neurulation durch Botenstoffe aus dem Notochord, die auf die darüber liegenden Ektodermzellen Einfluss nehmen und deren Interaktionen mitbestimmen. Verschiedene Proteinfaktoren (wie Chordin, Noggin, Follistatin) unterdrücken die Entwicklung zum Oberflächenepithel, ermöglichen den Zugriff auf Entwicklungsgene für Nervengewebe und schaffen im Zusammenwirken mit Wachstumsfaktoren auch regionale Differenzierungen.

### Formungsprozess
Im Mittelbereich der Neuralplatte verankern sich Zellen des Ektoderms selektiv am Notochord – zunächst in einer medialen Linie (MHP), dann in zwei dorsolateralen Formationen (DLHP) – und werden so zu Angelpunkten (englisch hinge points, HP) für den formenden Prozess. Damit können durch aufeinander ausgerichtete Umlagerungen des Cytoskeletts Veränderungen der Zellform erreicht werden, die koordiniert im wachsenden Zellverbund unter dem seitlichen Druck expandierender Zellschichten zu Aufwölbungen bzw. Einziehungen führen. Erst über die fixierten Angelpunkte als Widerlager wird ein koordiniertes Wachstum derart formgebend möglich, dass es – zu beiden Seiten Schichten abfaltend und in gegenseitigem Kontakt anbindend – schließlich dem Neuralrohr Gestalt gibt.
Dieser Prozess ist ein beeindruckendes Beispiel der Selbstorganisation.

## Sekundäre Neurulation
Als sekundäre Neurulation wird ein Prozess bezeichnet, bei dem sich in einem kompakten Zellstrang flüssigkeitsführende Hohlräume bilden und zu einem röhrenförmigen Gebilde zusammenfließen, das dem Lumen des Neuralrohrs angeschlossen und sekundär von Neuroepithel ausgekleidet wird. 
Auf diese Weise wird bei vielen Wirbeltieren während des zweiten Embryonalmonats dem primär gebildeten Neuralrohr in Höhe des 31. Somiten kaudal ein Abschnitt angeschlossen. Er wird in einem Eminentia caudalis genannten Wulst mesodermaler Zellen gebildet, dessen Anlage auf den Primitivstreifen zurückgeht, und entwickelt sich mit Anschluss dann anschließend weiter zum Schwanzbereich des Rückenmarks, der dem Schwanz zugeordnet ist. Beim Menschen wird diese Entwicklung eingeleitet, doch schreitet sie in der Regel nicht fort. Relikte des abgebrochenen Prozesses am kaudalen Ende des Rückenmarks sind nicht selten (siehe Filum terminale bzw. auch Ventriculus terminalis).